# 軌道根數
軌道根數（或稱軌道要素、軌道元素或軌道參數）是描述在牛頓運動定律和牛顿万有引力定律的作用下的天体或航天器，在其开普勒轨道上运动时，确定其軌道所必要的六个參數。由於運動的方式有許多種的參數表示法，依照選定的測量裝置不同，对相同的軌道，有幾種不同的方式來定義軌道根數。
這個問題包含三個自由度（軌道上的三個笛卡兒座標系），所以每個獨立的开普勒轨道（未受到攝動）經過解析後，可以由原始的笛卡尔數值以六個參數明確地定義天體的姿態和速度。因此，所有的軌道元素組合都明確的含有這六個元素。在數學上的明確解釋和討論可以參考以下的論述（參見：軌道狀態向量）。

## 開普勒的元素
傳統上使用的軌道根數，是在开普勒和他的开普勒定律之後發展出來的，稱為開普勒元素，主要有六個參數：
- 軌道傾角 ({\displaystyle i\,\!})
- 升交點黃經 ({\displaystyle \Omega \,\!})
- 離心率 ({\displaystyle e\,\!})
- 近日點輻角 ({\displaystyle \omega \,\!})
- 半長軸 ({\displaystyle a\,\!})
- 在指定曆元的平近點角 ({\displaystyle M_{o}\,\!})

（或是近日點通過時間( {\displaystyle T_{o}\,\!})）
开普勒的元素可以使用軟體VEC2TLE從軌道狀態向量或是一些計算直接得到。我們可以看見前三個軌道元素可以簡單的由其他基本座標系統的歐拉角定義，接下來的兩個元素則是描述軌道的形狀，最後一個則是指出在特定的時間上天體所在的位置。所有的這些軌道根數都是在未受擾動情況下的一條圓錐軌道，二體問題 — 橢圓、拋物、或雙曲。在更實際的設置下，一條受到擾動的彈道軌道，可以利用瞬時的焦點來規範圓錐曲線，這時的參數所定義出來的一系列的軌道總是正切於實際的彈道軌道，這種軌道稱為密切軌道。
注意被列出的最後一項是指定暦元的平近點角，暦元單純的只是被指定的時刻，因為衛星的平近點角經常會改變，因此我們必須指出測量出這個角度的時刻。如果我們選擇不同的時刻做測量，我們將得到不同數值的角度。進一步，當應用在真實的衛星上時，有許多種的力量作用於衛星上，都會導致軌道元素的微量改變。因為所有的元素都可能改變，暦元就顯得格外重要了。

### 軌道半長軸
（{\displaystyle a}）橢圓軌道長軸的一半，有時可視作平均軌道半徑。

### 軌道偏心率
（{\displaystyle e}）為橢圓扁平程度的一種量度，定義是橢圓兩焦點間的距離與長軸長度的比值。 就是e=c/a。

### 軌道傾角
（{\displaystyle i}）行星軌道面對黃道面的傾角；在升交點處從黃道面逆時針方向量到行星軌道面的角度。

### 升交點黃道經度
（{\displaystyle \Omega }）行星軌道升交點的黃道經度。

### 近日點幅角
（{\displaystyle \omega }）從升交點沿行星運動軌道逆時針量到近日點的角度。

### 指定曆元的平近點角
（{\displaystyle M_{0}}）行星對應於t0時該的平近點角。
使用以上的軌道根數，可找出天體按開普勒軌道（即二體問題中的軌道）運行的位置，但在實際問題中，若天體所受的其他作用力不可忽略，便需加入這些攝動項來修正其位置。

## 其他的表示法

圖一：开普勒的軌道根數

可以用平近點角 {\displaystyle M\,\!}、平黃經、真近點角或罕見的以偏近點角取代指定曆元的平近點角（有時暦元本身就是一個軌道根數）。其他的軌道根數，像是軌道週期可以從开普勒的元素計算出來，在這種情況下，軌道週期會取代軌道半長徑成為一個軌道元素。在特定的曆元下，可以只使用五個軌道根數來描述軌道，但這只有在平近點角的數值為0時的特殊狀況下才能適用（明確的說，第六個根數是已知的，因為我們要求他必須是0，這樣才能在記錄下暦元和五個軌道根數來指定軌道）。

## 具體化一個軌道
在圖一，軌道平面（黃色）與一個被稱為黃道平面（灰色）的參考平面相交，以升交點和降交點的連線貫穿質量中心。這個平面和春分點（♈）組成一個參考座標系統，軌道根數可以在這個參考座標上以度數來顯示：

## 外部連結
- Keplerian Elements tutorial
- another tutorial （页面存档备份，存于）
- Spacetrack Report No. 3 （页面存档备份，存于）, a really serious treatment of orbital elements from NORAD (in pdf format)
- Celestrak Two-Line Elements FAQ
- The JPL HORIZONS online ephemeris.（页面存档备份，存于） Also furnishes orbital elements for a large number of solar system objects.
- Introduction to the JPL ephemerides （页面存档备份，存于）
- State vectors: VEC2TLE Access to VEC2TLE software